# Wigerus Vitringa
Wigerus Vitringa (Leeuwarden, 8 ottobre 1657 – Wirdum, 18 gennaio 1725) è stato un pittore olandese, celebre soprattutto per i panorami marini.

## Biografia

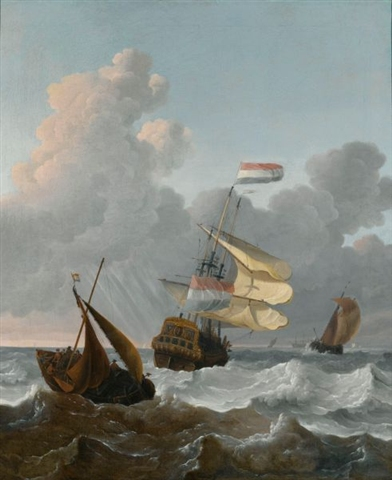
Nave da guerra e un secondo vascello nel mare in tempesta

Nato a Leeuwarden, in Frisia, era figlio di un celebre avvocato che lo favorì finanziariamente nella carriera artistica. Fu allievo di Richard Brakenburg e probabilmente anche di Ludolf Bakhuizen, di cui seguì lo stile. Verso il 1680 si trasferì ad Alkmaar, dove la sua vista iniziò a peggiorare. Divenne membro della locale Gilda di San Luca  nel 1696. Nel 1708 ritornò in Frisia per dedicarsi all'insegnamento. Tra i suoi discepoli si ricorda Tako Hajo Jelgersma.